# 분대 (해군)
분대(Division, 分隊)는 국가 군대 혹은 정당 군대의 해군에 따라 다르게 해석하고 있으나, 보통 2~4척 가량 함정으로 편성되는 해양 군사 부대의 편제 단위이다, 전대나 전단, 혹은 함대의 세분화된 편제 단위로 지정된다.

## 종류 예시
- Destroyer Division→구축함분대
- Cruiser Division→순양함분대
- Battleship Division→전함분대
- Carrier Division→항공모함분대
- Service Division→근무분대

## 같이 보기
- 전대
- 전단 (군사)/소함대
- 함대